# Хинидин
Хиниди́н — основной алкалоид коры хинного дерева, стереоизомер хинина. Применяется в медицине как антиаритмическое средство.
С 2012 года хинидин исключён из Перечня жизненно необходимых и важнейших лекарственных препаратов. По состоянию на 2013 год регистрация в России аннулирована.

## История
Благоприятное воздействие коры хинного дерева на сердечную деятельность было известно задолго до понимания физиологии сердца. Его отмечал, в частности, Сенак в 1749 году. Под его влиянием экстракты хинной коры использовались как дополнение к лечению препаратами наперстянки.
Хинидин был открыт 1833 году Henry и Deloudre и принят ими за гидрат хинина, а в 1848 г. Гейнинген установил, что это самостоятельный алкалоид. Противоаритмическое действие хины было случайно замечено в 1912 году одним из пациентов Карела Венкебаха, а в 1918 году было установлено, что наиболее эффективен из четырёх изомеров хинина именно хинидин.

## Фармакология
Хинидин блокирует потенциал-управляемые натриевые каналы клеток, это приводит к снижению скорости деполяризации и соответственно к снижению скорости распространения потенциала действия по клеткам проводящей системы сердца и по кардиомиоцитам. Блокируя натриевые каналы, препарат снижает медленную спонтанную деполяризацию в центрах автоматии второстепенных порядков (атриовентрикулярный узел, пучок Гиса, волокна Пуркинье), на синоатриальный узел практически не влияет, так как фазы медленной спонтанной деполяризации и деполяризации обусловлены потоками ионов кальция через кальциевые каналы.
Также хинидин блокирует потенциал-зависимые калиевые каналы (замедляется выход ионов калия из клетки), что приводит к увеличению времени реполяризации.
Препарат обладает антихолинергическим действием (угнетает действие блуждающего нерва на сердце), что приводит к умеренной тахикардии.
Хинидин обладает α-адреноблокирующим действием, что проявляется снижением АД.